# Relations d'Euler dans le triangle
Pour les articles homonymes, voir Théorème d'Euler.

Les relations d'Euler dans le triangle sont des relations entre les rayons des cercles inscrit/exinscrits et circonscrit. Leonhard Euler les a publiées en 1767 ,,, mais elles l'avaient déjà été par William Chappie en 1746.
Notons qu'on désigne aussi par relation d'Euler la relation vectorielle {\displaystyle {\overrightarrow {OH}}=3{\overrightarrow {OG}}} reliant le centre de gravité, l'orthocentre et le centre du cercle circonscrit.

## Énoncé des relations
Pour un triangle quelconque, on note O, I, IA les centres respectifs des cercles circonscrit, inscrit, et exinscrit dans l'angle {\displaystyle {\widehat {A}}} (par exemple), et R, r, rA leurs rayons respectifs.
Les relations d'Euler s'énoncent
ce qui peut aussi s'écrire :
ou encore :

On en déduit l'inégalité d'Euler :
laquelle est une égalité ssi le triangle est équilatéral .

## Démonstrations

### Première démonstration géométrique

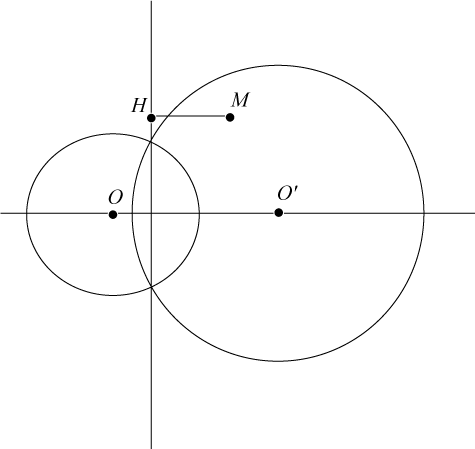
Le calcul de la différence des puissances d'un point M par rapport à deux cercles s'exprime à partir de la projection H de M sur l'axe radical des deux cercles.

Cette démonstration utilise la propriété suivante des puissances d'un point par rapport à deux cercles,,. Étant donnés deux cercles de centres O et O', et un point M se projetant en H sur l'axe radical, la différence des puissances de M par rapport aux deux cercles vérifie : {\displaystyle P_{O}(M)-P_{O'}(M)=2{\overrightarrow {OO'}}\cdot {\overrightarrow {HM}}}.

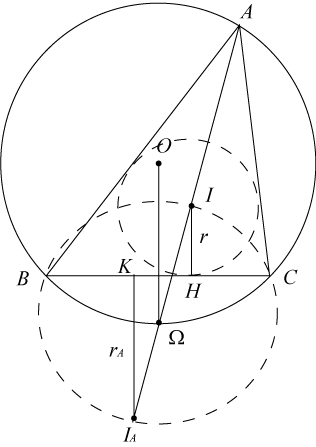

Dans le triangle ABC, les bissectrices (BI) et (BIA) étant perpendiculaires ainsi que (CI) et (CIA), le quadrilatère BICIA est inscriptible dans un cercle de centre Ω, milieu du diamètre [IIA].
Désignons par Ω' le point d'intersection de la bissectrice issue de A avec le cercle circonscrit ; par le théorème de l'angle inscrit Ω' est le milieu de l'arc {\displaystyle {\overset {\frown }{BC}}} donc {\displaystyle \Omega 'B=\Omega 'C}. Mais {\displaystyle \Omega B=\Omega C} également, donc Ω = Ω', et Ω appartient au cercle circonscrit.
D'après la propriété ci-dessus, {\displaystyle P_{O}(I)-P_{\Omega }(I)=2{\overrightarrow {O\Omega }}\cdot {\overrightarrow {HI}}=-2Rr}.
Or {\displaystyle P_{O}(I)=IO^{2}-R^{2}} et {\displaystyle P_{\Omega }(I)=0}, donc {\displaystyle IO^{2}=R^{2}-2Rr}.
De même, {\displaystyle P_{O}(I_{A})-P_{\Omega }(I_{A})=2{\overrightarrow {O\Omega }}\cdot {\overrightarrow {KI}}=-2Rr_{A}}.
D'après la propriété ci-dessus, {\displaystyle P_{O}(I_{A})-P_{\Omega }(I_{A})=2{\overrightarrow {O\Omega }}\cdot {\overrightarrow {KI_{A}}}=2Rr_{A}}.
Or {\displaystyle P_{O}(I_{A})=I_{A}O^{2}-R^{2}} et {\displaystyle P_{\Omega }(I_{A})=0}, donc {\displaystyle I_{A}O^{2}=R^{2}+2Rr_{A}}.

### Deuxième démonstration géométrique
Cette démonstration utilise les propriétés de l'angle inscrit et de la puissance d'un point par rapport à un cercle .
La droite (AI) coupe le cercle circonscrit en L. Soit M le point diamétralement opposé à L sur ce cercle.
Soit D le pied de la perpendiculaire menée de I sur (AB). C'est un point de tangence du cercle inscrit, en sorte qu'on a ID = r.
Les angles {\displaystyle {\widehat {LAB}}} et {\displaystyle {\widehat {LMB}}} sont égaux, puisqu'ils soutiennent le même arc capable. Les triangles rectangles IAD et LMB sont donc semblables puisqu'ils ont un angle non droit identique.
On en déduit : ID/LB = AI/LM, d'où ML × ID = AI × LB, et par conséquent : 2 R r = AI × LB.
D'autre part l'angle {\displaystyle {\widehat {LIB}}} est le supplémentaire de l'angle {\displaystyle {\widehat {AIB}}}, c'est donc la somme des angles {\displaystyle {\widehat {IAB}}} et {\displaystyle {\widehat {IBA}}}, soit la demi-somme des angles {\displaystyle {\widehat {CAB}}} et {\displaystyle {\widehat {CBA}}} et l'angle {\displaystyle {\widehat {IBL}}} est la somme des angles {\displaystyle {\widehat {IBC}}} et {\displaystyle {\widehat {CBL}}}, soit la somme des angles {\displaystyle {\widehat {IBC}}} et {\displaystyle {\widehat {CAL}}} (par propriété de l'angle inscrit), soit aussi la demi-somme des angles {\displaystyle {\widehat {CAB}}} et {\displaystyle {\widehat {CBA}}}.
Le triangle BIL est donc isocèle, et par conséquent BL = LI, et : 2 R r = AI × LI.
Or, selon la propriété de la puissance d'un point par rapport à un cercle, puisque que I est intérieur au cercle, {\displaystyle IA\times IL=R^{2}-OI^{2}}.
Par conséquent : {\displaystyle R^{2}-OI^{2}=2Rr}, soit  {\displaystyle OI^{2}=R^{2}-2rR=R(R-2r)\,}, ce qu'il fallait démontrer.
Note : une démonstration similaire mais plus générale puisqu'elle permet d'obtenir à la fois OI et OIA, se trouve dans.

### Démonstration calculatoire
Le point I ayant pour coordonnées barycentriques {\displaystyle (a,b,c)}, on a 
{\displaystyle (a+b+c){\overrightarrow {OI}}=a{\overrightarrow {OA}}+b{\overrightarrow {OB}}+c{\overrightarrow {OC}}}.
D'où, en utilisant le théorème de l'angle au centre :
{\displaystyle (a+b+c)^{2}OI^{2}=(a^{2}+b^{2}+c^{2})R^{2}+2abR^{2}\cos 2{\widehat {C}}+2bcR^{2}\cos 2{\widehat {A}}+2acR^{2}\cos 2{\widehat {B}}}.
Or 
{\displaystyle \cos 2{\widehat {C}}=1-2\sin ^{2}{\widehat {C}}}, etc.,
donc 
{\displaystyle (a+b+c)^{2}OI^{2}=R^{2}[(a+b+c)^{2}-4ab\sin ^{2}{\widehat {C}}-4bc\sin ^{2}{\widehat {A}}-4ca\sin ^{2}{\widehat {B}}]}.
Comme {\displaystyle 2S=ab\sin {\widehat {C}}} et {\displaystyle 4RS=abc}, on a   {\displaystyle 4ab\sin ^{2}{\widehat {C}}=4c{\frac {S}{R}}}, etc.
Donc 
{\displaystyle (a+b+c)^{2}OI^{2}=R^{2}\left[(a+b+c)^{2}-4{\frac {S}{R}}(a+b+c)\right]}.
Comme {\displaystyle 2S=r(a+b+c)}, on obtient {\displaystyle OI^{2}=R^{2}\left(1-2{\frac {r}{R}}\right)=R(R-2r)}.

Si la ligne brisée partant de A se referme en trois coups.

La relation pour le cercle exinscrit s'obtient similairement en utilisant {\displaystyle (-a+b+c){\overrightarrow {OI_{A}}}=-a\,{\overrightarrow {OA}}+b\,{\overrightarrow {OB}}+c\,{\overrightarrow {OC}}}.

## Problème réciproque
Étant donné un cercle {\displaystyle C_{O}} de centre {\displaystyle O} et de rayon {\displaystyle R}, et un cercle {\displaystyle C_{I}} de centre {\displaystyle I} et de rayon {\displaystyle r} vérifiant {\displaystyle OI^{2}=R(R-2r)}, existe-t-il un triangle dont les cercles circonscrit et inscrit soient {\displaystyle C_{O}} et {\displaystyle C_{I}} ?
Non seulement la réponse est positive, mais d'après le porisme de Poncelet, le premier sommet du triangle peut être choisi quelconque sur {\displaystyle C_{O}} ,.
Notons que le cercle {\displaystyle C_{I}} est intérieur au cercle {\displaystyle C_{O}} car {\displaystyle OI={\sqrt {R^{2}-2r}}\leqslant {\sqrt {(R-r)^{2}}}=R-r}.